# Jan Pen (burgemeester)
Jan Pen (Baarn, 16 februari 1814 – aldaar, 15 augustus 1858) was een Nederlands burgemeester.
Jan was een zoon van Frans Pen en Willemijntje Schimmel en volgde in 1841 zijn vader op als burgemeester van Baarn en De Vuursche. In 1850 werd hij daarnaast burgemeester van Eemnes. In 1857 ging de gemeente De Vuursche op in de gemeente Baarn. In juli 1858 kwam een einde aan zijn burgemeesterscarrière en de maand erop overleed Pen op 44-jarige leeftijd.